# سفارة إستونيا في أوكرانيا
سفارة إستونيا في أوكرانيا هي أرفع تمثيل دبلوماسي لدولة إستونيا لدى أوكرانيا. تقع السفارة في كييف وهي تهدف لتعزيز المصالح الإستونية في أوكرانيا.

## وصلات خارجية
- الموقع الرسمي
- قائمة سفارات إستونيا
- قائمة السفارات في أوكرانيا